# Philipp Georg Schenk zu Schweinsberg
Philipp Georg Schenk zu Schweinsberg (* um 1510 in Schweinsberg; † 25. Februar 1568 in Fulda) war von 1567 bis 1568 Fürstabt von Fulda.

## Leben
Philipp Georg war ein Spross des zum hessischen Uradel zählenden Geschlechts der Schenck zu Schweinsberg, deren sogenannte „Hermannsteiner Linie“ sich ohne das „c“ Schenk zu Schweinsberg nannte. Er war der dritte von vier Söhnen des Georg Schenk zu Schweinsberg (* 1498, † vor 1544) und dessen Ehefrau Luzie (Luzia) und war früh für eine kirchliche Laufbahn bestimmt. 1529 empfing er in Würzburg die Tonsur und die niederen Weihen, womit er Kanoniker an einem Kollegiatstift werden konnte. Wo er sich in den folgenden Jahren aufhielt, ist bisher nicht bekannt (vermutlich zumeist in Würzburg), aber 1541 ist er als Mönch in der Abtei Fulda bekundet. Dort wurde ein Bruder seines Vaters, Philipp Schenk zu Schweinsberg (* 1498, † 15. Januar 1550), am 12. Mai 1541 als Nachfolger von Johann von Henneberg-Schleusingen zum Fürstabt gewählt, und dieser holte wohl seinen Neffen nach Fulda – ob bereits vorher oder erst nach seiner Wahl zum Abt, ist unklar.
Nachdem Philipp Georg am 10. April 1546 in Würzburg die Priesterweihe empfangen hatte, wurde er 1547 in das Fuldaer Stiftskapitel aufgenommen. Während der Amtszeit der auf seinen Onkel folgenden Fürstäbte Wolfgang Dietrich von Eusigheim (1550–1558) und Wolfgang Schutzbar genannt Milchling (1558–1567) erfolgte eine allmähliche Häufung klösterlicher Ämter in seiner Hand, was gemäß der fuldischen Stiftsverfassung eigentlich nicht erlaubt, aber infolge des durch die Reformation verursachten personellen Schwunds notwendig geworden war. Zunächst wurde er 1552 Propst von St. Michael, ein Amt, das er bis 1567 bekleidete. Kurz darauf, und noch im gleichen Jahr, erhielt er auch die Propstei des Benediktinerinnenklosters in Rohr bei Meiningen, die er bis zur Aufhebung des Klosters 1562 durch Graf Georg Ernst von Henneberg besaß. 1555 kamen weitere Ämter hinzu: er wurde zum Dekan von Fulda gewählt, womit gleichzeitig die Propstei des nahen Klosters Neuenberg an ihn kam, und von 1555 bis 1566 war er daneben auch Cellerar der Reichsabtei. In den Jahren 1558 und 1560 findet er sich zudem als Hospitaler der Abtei. Als im Jahre 1561 der Besitz des 1552 im Zuge der Reformation von Graf Michael III. von Wertheim († 1555) aufgehobenen Fuldaer Tochterklosters Holzkirchen bei Würzburg restituiert wurde, ohne dass jedoch das dortige Kloster selbst wiederbelebt wurde, wurde Philipp Georg auch Propst von Holzkirchen.
Nachdem Fürstabt Wolfgang Schutzbar genannt Milchling am 30. November 1567 verstorben war, wählte das Fuldaer Kapitel im Dezember 1567 den bisherigen Dekan Philipp Georg Schenk zu Schweinsberg zum neuen Abt. Allerdings war seine Amtszeit nur sehr kurz. Zwar war er vom 14. Januar bis zum 3. Februar 1568 noch Gastgeber eines vom Mainzer Erzbischof und Reichserzkanzler Daniel Brendel von Homburg nach Fulda einberufenen Kurfürstentags, aber er starb bereits am 25. Februar 1568 nach nur knapp drei Monaten Amtszeit. Er wurde in der damaligen Fuldaer Stiftskirche, der Ratgar-Basilika, beigesetzt. Seine Grabplatte ist noch in Fragmenten und als Ganzzeichnung erhalten.